# Lista de personagens de Samurai Shodown
Esta é uma lista de personagens que fazem aparição na série Samurai Shodown. Todos os personagens inclusos nesta lista pertencem à série de jogos de luta e não spin-offs ou jogos para celular.
Personagens que tiveram aparições fora da série são considerados notáveis e terão um artigo próprio.

## Sub-listas
- Animais de Samurai Shodown: Lista abrangendo os animais que acompanham certos personagens em toda série.
- Personagens da série 3D: Lista abrangendo personagens dos jogos Samurai Shodown 64, Samurai Shodown: Warriors Rage, Samurai Shodown: Warriors Rage (PlayStation) e Samurai Shodown: Edge of Destiny.

## Personagens

### Amakusa Shiro Tokisada
Shiro Tokisada Amakusa (天草 四郎 時貞, Amakusa Shirō Tokisada) é baseado em Amakusa Shiro, ícone histórico que liderou uma rebelião cristã na região de Shimabara, no Japão, onde as tropas bakufu abafaram a revolta e o executaram.
Antes dos acontecimentos de Samurai Shodown, Amakusa é ressuscitado pela deusa das trevas Ambrosia; ele, então, usa o corpo de Shinzo Hattori (um dos filhos de Hanzo Hattori) para encarnação. Em Samurai Shodown II, sua história envolve ele roubando a pedra Palenke, com que possuindo-a, tem como intenção trazer Ambrosia para o mundo mortal. Com a sua ressurreição em Samurai Shodown IV, seu espírito se divide em duas partes: uma boa e uma má. Sua parte má vira escravo de Zankuro no mesmo jogo, mas seu lado bom vive para agradecer a Shinzo (durante os eventos de Samurai Shodown II, ele certamente salva os personagens da maldade de Mizuki mas é derrotado, deixando somente o corpo de Shinzo para Hanzo reivindicar. Amakusa luta contra seus oponentes atacando com uma gema flutuante. Ele pode controlar a gema a um alcance impressionante, podendo acabar com seus inimigos no chão enquanto ele está no ar, numa distância razoável, facilmente. Algumas vezes, tal arma talvez não lhe valha nada num combate contra oponentes que estejam perto dele, então Amakusa possui um ataque de múltiplos tapas e o usa na hora certa. Para confundir seus adversários, ele pode teletransportar-se sobre eles e mergulhar sobre eles executando um ataque. Ele também possui projéteis de fogo que têm forma de seus colegas demônios, fazendo com que Amakusa seja um lutador de longa distância formidável.
Amakusa é o chefe do jogo Samurai Shodown e faz aparição como personagem jogável no III, IV e V Special. Ele retorna em Samurai Shodown RPG como um principais antagonistas do jogo.
Como muitos outros personagens desenvolvidos nos jogos da empresa SNK Playmore, Amakusa tem uma aparência andrógena, fazendo com que fãs novatos desta série considere-o uma mulher. De acordo com o Gamest Mook, ele foi um possível candidato a personagem no jogo Samurai Shodown 64, mas teve de ser excluído devido limitações de tempo.

### Andrew
Andrew (アンドリュー, Andoryū) é um dos principais protagonistas e um dos novos personagens introduzidos na série pelo jogo Samurai Shodown VI. A criação de seu personagem tem como maior inspiração o presidente dos Estados Unidos Andrew Jackson; ele compartilha o nome "Andrew" e seu cenário é na frente da Casa Branca.
Ele é retratado como um soldado estadunidense que vai ao Japão para acabar com uma ameaça à sua relativamente pequena pátria. Em seu ending, ele torna-se amigo de Yoshitora Tokugawa. Andrew gosta de chá e ler e tem uma consciência própria quanto mulheres.

### Basara Kubikiri
Kubikiri Basara (首切り 破沙羅, Kubikiri Basara), às vezes conhecido como "Basara the Executioner", é um personagem que foi introduzido na série pelo Samurai Shodown III.
Ele é um tipo de renascimento youkai devido ao extremo ódio que ele sentiu antes de sua morte. Na sua vida anterior, Basara viveu em paz com sua esposa, Kagaribi, até que o demônio monstruoso Zankuro Minazuki lhe apareceu e assassinou a todos. Ele o culpa pela morte de sua esposa mas, em Samurai Shodown V, é revelado que ele mesmo tinha a matado. Em Samurai Shodown III, ele se lembra de como ele morreu e com isso traça como objetivo vingar-se de Zankuro. Contudo, Zankuro já está morto quando ele o encontra. Não tendo razão para permanecer vivo, Basara procura meios de finalmente descansar em paz. Em Samurai Shodown IV, ele descobre que sua ressurreição foi causada por Amakusa, então ele parte viagem à Shimabara para matá-lo. Após a derrota de Amakusa, uma visão de Kagaribi (sua esposa) fisga sua alma e ela é capturada e selada por Mizuki Rashojin.
Alguns de seus poderes são baseados no uso de seu shuriken, como também poderes demoníacos como mover-se e desaparecer dentro das sombras e escuridão ou disparar esferas de energia. Seus ataques normais são adaptáveis para execução, tendo facilmente de curto a médio alcance e frequentemente, quando acertando o oponente, proferindo vários golpes no impacto. Sua característica mais marcante e distinta dos outros personagens é ele rindo obscuramente e dizendo que a vida é um "belo pesadelo".
Basara participa como personagem jogável em Samurai Shodown III, IV, V, V Special e VI. Ele também participa de Samurai Shodown RPG, sendo no segundo capítulo do jogo um chefe opcional.

### Cham Cham
Cham Cham (チャムチャム, Chamu Chamu) é uma personagem que foi introduzida na série pelo jogo Samurai Shodown II. Curiosamente, ela debutou no mesmo ano que Felicia, uma outra personagem "mulher-gato"; adicionalmente, Cham Cham tem até uma paleta de cor alternativa que a faz parecer semelhante a Felicia.
Ela é a irmã mais nova do personagem Tam Tam. Ela secretamente pegou a riqueza de sua vila, a "Tangiers Stone" (タンジルストーン, Tanjiru Sutōn), para brincar até que um Goblin a roubou. Ela pensou que seus pais ficariam zangados por causa disto então ela parte viagem com seu chimpanzé de estimação Paku Paku (que na verdade é Tam Tam transformado em chimpanzé, castigo por ele ter falhado em proteger a pedra) para procurá-lo e pegá-lo de volta.
Cham Cham é uma Nekomimi em aparência e tem comportamentos felino; por exemplo, ela anda de quatro quando está desarmada (ela segura sua arma com uma mão quando está com ela). Seus taunts também são animalísticos (em um, ela mia e se coça como um gato, enquanto que em outro ela se senta e coça com seu pé atrás de sua orelha). Seu bumerangue pode ser jogado para o alto no ar ou no nível do solo, deixando-a desarmada por um tempo; contudo, isto pode não ser uma desvantagem por inteiro, já que suas garras e chutes são o bastante para deixar seus oponentes longe. Paku Paku também pode ser invocado para atacar por ela, o que inclui jogar caveiras, disparar bolas de fogo e um ataque giratório de chutes).
Apesar de ser um personagem popular, ela não participou de outros jogos da série até que foi lançado a versão de Playstation de Samurai Shodown IV, Samurai Shodown RPG e Samurai Shodown VI. Um jogo pachinko foi desenvolvido a partir dela, com adição de mais amigos parecidos com a mesma.

### Charlotte Christine de Colde
Charlotte Christine de Colde (シャルロット＝クリスティーヌ＝ド＝コルデ, Sharurotto Kurisutīnu do Korude) é uma personagem que foi introduzida na série pelo jogo Samurai Shodown. Ela saiu da série após Samurai Shodown II mas, como Tam Tam e Jubei Yagyu, ela retorna em Samurai Shodown IV. Seu design físico é baseado em Oscar François de Jarjayes do mangá Versailles no Bara[carece de fontes?] e seu nome na verdade é uma distorção da pronúncia japonesa de Charlotte Corday. É uma personagem inspirada em Joana D'arc, guerreira real que existiu na guerra dos 100 anos entre França e Inglaterra.[carece de fontes?]
Ela é uma pequena nobre francesa que prefere a companhia de gente comum. Durante suas viagens pelo campo da França, ela ouviu falar de uma "série de calamidades" sem pretextos naturais. Ela deixa sua casa para investigar isto e acaba viajando para o Japão para batalhar com Amakusa, a fonte de todo o mal que tinha vindo amaldiçoando a sua pátria. Depois disso, ela retorna para casa para participar da Revolução Francesa. Em Samurai Shodown II, ela toma conhecimento de que Ambrosoia era a real fonte do caos que estava cobrindo o mundo e ela novamente parte viagem para derrotá-la. Desta vez, ela admirou Haohmaru bastante mas acaba perdendo tais afeições quando ela vê sua amante, Oshizu. Ela volta ao Japão por razões semelhantes às das suas outras aparições lá.
Como muitos esgrimistas, a maioria de seus ataques cortantes giram em volta de atacar de uma distância, evitando ao máximo o contato físico. Seu ataque mais poderoso é um corte de 3 pontos, que forma um triângulo quando completamente feito. Seu chute normal em pé é um pequeno pulo para frente com o joelho levantado que a faz ficar livre de alguns ataques baixos. Quando primeiramente introduzida, sua lista de golpes só consistia dos golpes Splash Front — um golpe de tipo "mash the button" (aperte repetida e rapidamente o botão) em que ela andava para cima do adversário — e Power Gradation — um ataque antiaéreo. A sua outra participação em Samurai Shodown II lhe concebeu o golpe Tri-Slash, um projétil carregável.
Charlotte participou como personagem jogável dos jogos Samurai Shodown, II, IV, V, V Special e VI; além dos não-canônicos a série Samurai Shodown! 2 e Samurai Shodown RPG, e o quinto jogo da série 3D Samurai Shodown: Edge of Destiny.

### Gaira Caffeine
Gaira Caffeine (花諷院 骸羅, Kafūin Gaira), conhecido por falantes de coreano como "Kim Ungche", é um personagem que foi introduzido em Samurai Shodown III.
Ele é o neto de Nicotine Caffeine e um monge em treinamento. Em seu ending em Samurai Shodown V, ele comicamente raspou seu cabelo ficando careca como vários outros personagens da série.
Anos depois, com seu cabelo crescido de novo, ele e seu avô têm uma briga, fazendo com que Gaira saia de casa e aventure-se por sua conta. Durante suas viagens, ele testemunha Zankuro Minazuki assassinando uma vila inteira mas ele não o impede por medo. Envergonhado com seu covardice, ele decide derrotar o "demônio" , mas encontra Zankuro já morto. Gaira pega o seu corpo, crema-o e o enterra. Suas outras participações na série continuam a ser Gaira exorcisando demônios como treinamento.
Samurai Shodown III mostrou a saída de personagens gigantes e musculosos (como Earthquake, Sieger Neinhalt e Wan-fu) do elenco. Gaira, contudo, tornou-se o "gigante" em seus lugares já que ele possui uma força incrível para lutas de curto alcance. Ele ataca seus oponentes com um cinto de contas de rosário gigantes e com seus punhos. Com esta combinação de armas, ele pode golpear com os braços e correr para cima de inimigos em seu alcance. Ele tecnicamente não pode cortar ninguém mas tem o poder de tornar-se rival na força de vários chefes do jogo. Além disso, ele pode "selar" certas ações ou "tontear" seu oponente, similar a seu avô.
Gaira participou como personagem selecionável em Samurai Shodown III, IV, V e VI. Ele também tem uma forma EX em Samurai Shodown VI que possui seu nome em coreano. Seu papel em Samurai Shodown RPG era como um convidado ocasional e não era jogável.

### Galford D. Weller
Galford D. Weller (ガルフォード＝Ｄ＝ウェラー, Garufōdo Dī Werā) é um personagem que foi introduzido na série em Samurai Shodown. Ele luta junto de de seu animal de estimação, Poppy, e também é acompanhado dos filhos de Poppy, Papa, Pipi e Pipa.
Após a morte de seu pai, Galford deixa suas quatro irmãs mais velhas para tornar-se um marinheiro, onde ele aprendeu sobre os ninjas do Japão. Fascinado por suas histórias de heroísmo e misticismo, ele decidiu aprender deles. Ele completa seu treinamento no estilo Koga sob Ayame, a esposa do mestre de Hanzo Hattori (Earthquake também treinou um pouco com ele mas parou cedo). Ao longo da série, Galford almeja espalhar a justiça pelas terras (eventualmente como um super-herói da justiça). Ele possui sentimentos de um amor não-correspondido por Nakoruru.
Quando primeiramente introduzido, ele e Hanzo eram quase cópias exatas um do outro por causa de vários aspectos como o fato de ambos confundirem seus oponentes com teleportação, ilusões e piledrivers surpresas. Sua principal diferença de Hanzo era Poppy ao seu lado. Com ela, jogadores pode comandá-la a atacar, teletransportar-se sobre os inimigos ou criar uma ilusão de cópia de Galford. Em Samurai Shodown III, sua forma "Slash" integra uma dependência alta a Poppy, criando um estilo de luta rápido de "atacar e correr". Sua forma "Bust", pelo contrário, funciona com ataques agressivos de curto alcance. Ao longo da série, Galford vai tornando-se um pouco mais rápido e mais fraco que Hanzo. Seu projétil de choque, ou "plasma" como chamado pelos seus produtores, diferencia-se do fogo de Hanzo já que ele simplesmente viaja pela tela reta e horizontalmente, ao contrário de ir andando no chão ao estilo de um slinky.
Galford faz-se personagem jogável em todos os jogos da série por exceto no Samurai Shodown: Warriors Rage (Playstation). Sua forma "Bust" aparece em Samurai Shodown VI como um personagem separado. No "1997 Gamest Hero collection", Galford foi nomeado pelos produtores o 15º personagem favorito (junto com Ken Masters (Street Fighter) e Ryuji Yamazaki (Fatal Fury)).

### Gaoh Kyougoku Hinowanokami
Gaoh Kyougoku Hinowanokami (兇國 日輪守 我旺, Kyōgoku Hinowanokami Gaō) é o chefe final de Samurai Shodown V. Gaoh foi criado consistentemente para refletir a época da era em que o jogo se passa, falando no mesmo dialeto e vestindo-se caracterizado.
Ele já foi uma vez um general leal ao clã Tokugawa e senhor da terra de Hinowa. Ele já foi mentor do herdeiro do clã, Yoshitora Tokugawa. Contudo, Yoshitora e seu pai tornaram-se indiferentes quanto às terras durante a fome de Tenmei e o país foi jogado em mais caos como resultado. Preocupado com a saúde e a qualidade de vida dos habitantes do país, Gaoh decide criar uma rebelião contra seu superior com um exército de poderosos guerreiros, até que ele é finalmente derrotado por Yoshitora. Ele implora para que o seu aluno torne-se o shogun pelo bem das pessoas, o que Yoshitora aceita com alta responsabilidade.
Quando ele está em modo "POW", ele se transforma num demônio com armadura, uma entidade maléfica que uma vez já possuiu outro personagem (Liu Yunfei). Esta entidade é assassinada por Gaoh com a ajuda de Yunfei, mais tarde.
Gaoh também participa dos jogos Samurai Shodown V Special e Samurai Shodown VI, fazendo-se jogável em ambos.

### Genan Shiranui
Genan Shiranui (不知火 幻庵, Shiranui Gen'an) é um personagem da série que foi introduzido nela pelo jogo Samurai Shodown. Como Earthquake, ele é um personagem que parou de participar da série a partir de Samurai Shodown II e só continuou a fazer aparições cameos nos endings de outros personagens em outros jogos. Ambos de seus endings possui como participante personagens de outros jogos da SNK (Fatal Fury e Art of Fighting).
Ele é um membro do enigmático clã Shiranui, um que segue o "caminho das trevas". Ele procura melhorar o seu progresso da "maneira do mal". Com isto, ele viaja pelo Japão, matando a todos que ele pode. Contudo, durante suas viagens, ele encontra uma ninja desconhecida (que acredita-se ser Mai Shiranui) e é morto por ela. Em Samurai Shodown II, sua alma é ressuscitada por uma entidade que chama a si mesmo "o líder de Makai (mundo dos demônios)" e que propõe servitude. Gen-an concorda mas já planeja matá-lo para comandar Makai ele mesmo. Em seu ending no mesmo jogo, ele é convencido pela sua esposa, Azami, para voltar para casa e viver em paz.
Ele luta com uma garra de metal que pode estender-se com uma corrente escondida. Ele também pode jogar gás de veneno em seus oponentes.
Genan também participa do jogo Samurai Shodown RPG como um vilão menor e em Samurai Shodown VI como um personagem jogável.

### Iroha
Iroha (いろは) é uma dos principais protagonistas e dos novos personagens introduzidos na série por Samurai Shodown VI. Seu nome tem como origem o poema Heian de mesmo nome que é um pangram usado para aprender as sílabas hiragana.
Ela é uma gruidae que se transforma numa faxineira japonesa. Ela serve seu mestre e aparenta que ele seja o aspecto mais importante de sua vida. Seu mestre é desconhecido (rumores dizem ser Andrew), mas é entendido que seja o jogador em si, já que ela frequentemente reverencia e fala para o jogador antes e depois das lutas.
Ela luta com duas espadas borboleta e usa de sua velocidade para um estilo de combate de curto alcance. Ela também pode dar um pulo no ar, ao contrário de outros personagens. Vários de seus golpes são referências diretas à sua forma original de ave, como seu projétil (uma pena branca) e a sua própria pose normal de luta. A mais perceptível referência é o seu golpe do modo POW, onde ela agarra seu oponente e, por trás de portas shoji, desveste-se e fisicamente acaba com o adversário. Durante o golpe, silhuetas de penas aparecem e a sua silhueta durante o último golpe desferido é de um crane.
Iroha é um personagem muito popular no Japão e é a estrela de seu próprio jogo para celular chamado "Maid by Iroha". Outro jogo baseado nela está marcado para ser lançado para Nintendo DS. Ela também faz outra aparição no jogo de simulação Days of Memories: Oedo Love Scroll. Recentemente, ela também foi adicionada ao elenco de personagens jogáveis dos jogos da série "Queen's Gate", que é uma extensão da série de jogos de fantasia "Lost Worlds". Ela também possui vários bonecos feitos em sua imagem.
Iroha só se faz personagem jogável na série em Samurai Shodown VI.

### Jubei Yagyu
Jubei Yagyu (柳生 十兵衛, Yagyū Jūbee) é um personagem foi introduzido na série em Samurai Shodown. Ele saiu do elenco dos jogos depois de Samurai Shodown II mas, como Tam Tam e Charlotte, ele retorna em Samurai Shodown IV. Ele é uma outra interpretação do samurai frequentemente romantizado Yagyū Jūbei Mitsuyoshi. Como outras encarnações míticas, ele é o mestre de um só olho do Shinkage Ryu e é amigo de Hanzo Hattori. Antes de seu debuto em Samurai Shodown: Warriors Rage (Playstation), ele era o único samurai verdadeiro na série.
Em Samurai Shodown V, ele ensina a arte da espada para o clã Tokugawa, com Yoshitora Tokugawa sendo o seu último discípulo. Ele vai buscar o herdeiro delinquente após a morte de seu pai (implicado ser Tokugawa Ieharu). Ele decide tornar-se um ronin na época em que Samurai Shodown se passa, abandonando a vida estrita e regulada do dojô e da nobreza japonesa, para tentar conseguir iluminação pessoal. Ao longo da série, Jubei é contratado pelo shogunato para matar os demônios que vagueavam pelo Japão.
Seu papel em Samurai Shodown RPG é ser ao mesmo tempo um sensei no seu próprio dojô e um agente do bakufu. Ele pede para seus aliados para aprofundar na investigação por ele já que ele tinha que ensinar a arte da espada aos filhos dos senhores nobres. No segundo capítulo do jogo, ele recebe um golpe fatal de um dos capangas de Mizuki Rashojin, Agon, e seu espírito é sugado para um dos Evil Bells.
Ele luta com katanas gêmeas usando golpes lentos e muito fortes. No começo da série, ele tornou-se mais bem conhecido pelos jogadores pelo seu golpe parry, um comando que, quando temporizado corretamente, podia "abafar" certos ataques de seus oponentes. Ele tem 3 outros comandos especiais que o segue em aparições mais novas: Nikkaku Ratō (二ッ角羅刀) — um antiaéreo —, Kattotsu Suigetsutou (喝咄水月刀) — um projétil que corre pelo chão — e Hassō Happa (八相発破) — uma técnica com a espada de múltiplos hits. Em Samurai Shodown IV, sua forma "Slash" contém seus golpes normais, enquanto que sua forma "Bust" concentra-se em golpes de contra-ataque, parrys e quebra de guarda de seus oponentes. Devido à seus princípios "para o chão" na maioria de seus ataques, Jubei é mais usado pelos jogadores que conseguem facilmente prever os ataques de seus oponentes. A comida que ele come durante suas poses de vitória e de provocação em Samurai Shodown II é um dango (um tipo de bolinho japonês).
De acordo com um Gamest Mook (um mook japonês criado separadamente de sua publicação principal), ele foi planejado para participar de Samurai Shodown 64 mas foi retirado do seu desenvolvimento devido a falta de tempo.
Jubei faz-se personagem jogável em Samurai Shodown, II, IV, Samurai Shodown RPG e também em VI e Samurai Shodown: Edge of Destiny.

### Kazuki Kazama
Kazuki Kazama (風間 火月, Kazama Kazuki) é um dos protagonistas principais do jogo Samurai Shodown IV. Seu alter-ego, Enja, foi primeiramente introduzido como a forma "Bust" de Kazuki em Samurai Shodown: Warriors Rage mas tornou-se um personagem próprio em Samurai Shodown V. Os produtores queriam que Enja fosse diferente de Kazuki, então eles o fizeram "incapaz de falar a língua humana".
Ele é o membro do clã ninja Kazama que se especializa em ninjutsu pirocinético. Em Samurai Shodown V, ele é ordenado executar o demônio de fogo chamado Enja. Ele procura pelo demônio e, eventualmente, o encontra. Contudo, Kazuki não é páreo para Enja mas, sua irmã mais nova, Hazuki, salva a vida dele e a de seu outro irmão (Sogetsu) aprisionando e selando os demônios nas armas correspondentes de cada um deles.
Em Samurai Shodown IV, após ele saber de que Hazuki foi sequestrada por Amakusa, Kazuki decide separar-se de seu clã para resgatá-la, essencialmente tornando-se um nukenin. Seu clã não tolera traidores e eles enviam o seu irmão, Sogetsu Kazama, para assassiná-lo. Os dois se encontram no castelo de Amakusa. Lá, Kazuki derrota Amasuka e salva a sua irmã. Sogetsu, por outro lado, luta contra Zankuro Minazuki. Após fingir sua morte para o seu clã, Kazuki e Hazuki continuam a fugir juntos e começam a viver por si. Nas suas outras aparições na série, ele continua a viver com Hazuki enquanto que investiga as catástrofes misteriosas que acontecem pelo país.
Enja (炎邪) é um demônio poderoso que já vagou pelos países. Com o poder do fogo, ele voou de aldeia a aldeia as incendiando e assassinando todos os milhares de inocentes que estivessem por perto. Ouvindo falar deste demônio, o clã ninja Kazama entrou em ação. Eles conseguem emboscar Enja numa vila rural e, sem medo algum, partiram para a tentativa de selar o demônio. Apesar disto, Enja era muito poderoso e por pouco não os reduziu a cinzas. Enja quis encontrar-se com um velho amigo seu, Suija, e roubar o feitiço de Jinma-Itai do Kuraki-sumeragi. Contudo, ele foi selado por Hazuki na arma de Kazuki. Em Samurai Shodown: Warriors Rage, ele possui o corpo de Kazuki e torna-se sua nova forma "Bust".
Kazuki é um forte contraste do lado de seu irmão já que a maioria de seus ataques são de curto alcance e arriscados se mal executados. Seu único ataque de longo alcance é um projétil de bola de fogo. Em sua primeira aparição, sua forma "Slash" podia criar até 3 pequenas bolas de fogo que poderiam aumentar o poder de seus golpes. Sua forma "Bust" integrava um estilo de luta agressivo, que possuía ataques poderosos de curto alcance. Mais tarde este foi o estilo atribuído à Enja. Enja não usa do ninjato de Kazuki, interpretando seus ataques com a espada através de socos fortes com as suas algemas.
No "1997 Gamest Hero collection", Kazuki foi nomeado pelos produtores o 35º personagem favorito.
Kazuki faz-se personagem jogável em Samurai Shodown IV, V, V Special, VI, Samurai Shodown 64, Samurai Shodown! 2 e Samurai Shodown: Edge of Destiny. Ele faz uma aparição na versão de Neo Geo CD de Samurai Shodown RPG. Enja é um personagem individual em somente Samurai Shodown V, V Special e VI.

### Kuroko
Kuroko (黒子) foi usado como juiz oficial dos primeiros jogos da série. Ele começa a desafiar jogadores como um mid-chefe secreto em Samurai Shodown II e continua a fazê-lo em outros jogos da série. Kuroko é um mistério; seu nome verdadeiro é mostrado nos créditos do segundo jogo da série mas esta, por razões desconhecidas, desfocado. Seu nome verdadeiro é revelado aos fãs falantes de inglês uma década depois como Dueling Judge: "Slick" Sukihiro. Apesar de ele aparecer como seu próprio personagem na série, kurokos na vida real são conhecidos como homens anônimos e "invisíveis" no teatro japonês.
Ele usa duas bandeiras, uma branca e uma vermelha (usado nas competições de artes marciais para denotar quando um oponente acerta o outro), como armas. Em sua versão de personagem selecionável, Kuroko possui vários golpes que são paródias de outros personagens da SNK, sendo a maioria deles tendo origem de Fatal Fury ou Art of Fighting, e ao contrário de outros personagens neste jogo, é sua roupa que torna-se vermelho quando a barra de "Rage" dele fica completa. Ele não pode ser jogado para o ar normalmente (como Earthquake), e aparentemente as suas bandeiras, que ele usa como armas, não podem ser destruídos ou perdidos. Ele torna-se uma cópia do personagem usado pelo jogador em Samurai Shodown III. Em Samurai Shodown VI, seus golpes especiais fazem uma facilmente perceptível paródia de personagens de The King of Fighters.
Kuroko participa como personagem em Samurai Shodown II, III e VI, continuando a desafiar jogadores também em Samurai Shodown 64. Ele serve como um ponto para salvar o jogo para os jogadores em Samurai Shodown RPG.

### Kusaregedo Youkai
Youkai Kusaregedo (妖怪 腐れ外道, Yōkai Kusaregedō), também chamado de "Gedo Kusaregedo", faz sua primeira aparição na série em Samurai Shodown V. Durante o estágio de desenvolvimento do conceito de seu personagem, os criadores visavam adicionar um "personagem gigante careca" que seria um youkai para tomar o lugar de Earthquake. Eles queriam que tal personagem fizesse com que a palavra "Itadakimasu" ficasse memorável. No fim, o seu design foi basicamente uma mistura de Genan Shiranui e Earthquake.
Kusaregedo já foi uma vez um homem gentil, mas foi transformado depois de sua morte em um gaki por causa de seu hábito de canibalismo. Na sua forma de demônio, ele é amaldiçoado com um apetite insaciável. Um dia, ele sente o aroma de uma jovem (Rimururu) não tão longe de onde ele estava e rapidamente ele parte para caça. Ele falha em capturá-la e devorá-la, e ao invés disso, encontra uma outra jovem: Hakana, a sua filha. Ela o implora para parar e voltar para casa. Infelizmente, ele a devora.
Como ele é um canibal, a maioria de seus ataques baseiam-se em comer seu oponente. Seu ataque final, que foi censurado em versões internacionais, é ele devorando completamente seu oponente, salvo somente o cabelo ou o crânio dele. Sua arma é um osso exposto de seu braço (presumidamente ser a Ulna ou o rádio) afiado até aproximadamente o pulso para formar um espinho. As sprites de Kusaregedo usa uma grande porção de espaço para caber na tela (semelhante a Earthquake e Tam Tam), diminuindo a sua velocidade e a altura de seus pulos, como também tornando-o um alvo fácil se ele errar um ataque.
Kusaregedo só participa de Samurai Shodown V, V Special e VI.

### Kyoshiro Senryo
Kyoshiro Senryo (千両 狂死郎, Senryō Kyōshirō) é um personagem introduzido na série pelo jogo Samurai Shodown e que continua a participar dela até Samurai Shodown VI, sendo o Samurai Shodown: Edge of Destiny o único jogo da sub-série 3D em que ele participa. Seu nome deriva de palavras japonesas que possuem significados teatrais: Senryō (千両) literalmente significa "1000 ryō", mas também pode referir-se a atores populares (por exemplo, a frase completa senryō yakusha (千両役者) remete a atores com alto salário); Kyōshi (狂死) significa "morrendo insano"; o rō (郎) é um mero sufixo comum para nomes masculinos. Ele é basicamente baseado no personagem de um filme chamado Nemuri Kyoshiro, um samurai de olhos sonolentos que viaja pelo Japão.
Ele é o mestre da arte anciental Kabuki, utilizando suas interpretações artísticas e ações majestosas para construir uma "bela arte de luta". Em Samurai Shodown V, convencido de que as pessoas são infelizes por causa do estado do Japão, Kyoshiro decide animá-los com seus atos. Ele então parte viagem, com esperanças de talvez encontrar um novo estilo Kabuki e usando sua aventura como uma história para o legado do Kabuki. Ele consegue alcançar tal objetivo em seu ending e luta contra alguém que tem aparência muito parecida com a de outro personagem da SNK, Sho Hayate, para determinar que tem o mais estético e efetivo estilo de luta. Ele continua suas viagens pelo país, determinado a espalhar a beleza da arte kabuki, ao longo da série. Inesperadamente, seu companheiro é possuído por um demônio. Determinado para provar sua força, ele o(a) mata e parte viagem almejando vingança contra outros demônios. Após Mizuki ser selada pela segunda vez em Makai, ele fala com a recém-livre sacerdotisa Bizuki e recupera sua fé colocando-a como sua nova assistente.
Ele luta com uma lança e leques. Fiel à sua profissão, ele fala com um dialeto teatral como se ele estivesse numa peça de teatro em si, deixando sua audiência e oponente sabendo de como e o quê ele está fazendo. Por exemplo, quando ele é derrotado, ele choraminga "Eu me sinto arrependido!"; enquanto que quando ele pula, ele chora e diz "E aqui (estou)!".
Kyoshiro é personagem jogável em toda a série principal de Samurai Shodown (jogos Samurai Shodown, II, III, IV, V, V Special e VI. E também participa de Samurai Shodown RPG e Samurai Shodown: Edge of Destiny.

### Mina Majikina
Mina Majikina (真鏡名 ミナ, Majikina Mina) é uma dos novos personagens introduzidos na série pelo jogo Samurai Shodown V. De acordo com os criadores do jogo, Mina foi criada para ser um "polo oposto de Nakoruru" e a "nova heroína" da série. Eles estenderam estas palavras chaves em tudo, incluindo seu estilo de luta, armas e roupas. Apesar de ela ter ido um pouco para longe de sua imagem original, Mina tornou-se uma personagem favorita dos produtores e eles expressaram um interesse em implementá-la em mais outros jogos.
Ela é abençoada desde que nasceu com uma energia espiritual poderosa e foi levada para longe de sua terra natal para treinar a arte de exorcizar demônios. Sua aldeia começou a venerá-la como um kaminchu (deusa) mas também a temer por causa de seus poderes. Como um dos resultados de sua isolação, Mina é incapaz de expressar emoções. Um dia, ela parte de sua vila para destruir um ayakashi (um certo tipo de youkai). Com sua vitória, ela sente um sente uma poderosa e maléfica força presente em sua vila mas retorna para ver tudo em ruínas e todos os habitantes mortos. Nos destroços, ela encontra um ser que aparentou não ter sido machucado chamado Chample. Tomando seu novo amigo em seus braços, ela está determinada a eliminar quantos demônios possíveis, começando por Gaoh. Contudo, ela eventualmente chega a conclusão de que foi Chample o demônio que destruiu a vila. Em seu ending, ela é obrigada a matá-lo por vingança dos aldeões; é implicado que ela comete suicídio depois disto.
Mina é a primeira arqueira a participar da série.
Ela faz-se jogável em Samurai Shodown V, V Special e VI, também participando do jogo de simulação de encontros Days of Memories: Oedo Love Scroll. Desde sua introdução, ela vem tendo vários bonecos feitos em sua imagem.

### Mizuki Rashojin
Mizuki Rashojin (羅将神 ミヅキ, Rashōjin Mizuki), conhecida como "The Marauding Deity", é a chefe final de Samurai Shodown II. Ela é também a primeira e única chefe a usar a ajuda de um animal em batalha.
Mizuki era uma criança japonesa abandonada pela sua família devido à severa pobreza. Amarga com o ódio e consumida com vingança, ela fez um pacto com um deus do mal chamado Ambrosia cerca de mil anos antes da série começar, transformando-se num demônio. Desde sua aquisição do poder demoníaco, ela procede em causar desastres e calamidades pelo mundo. Contudo, cerca de 800 anos após o seu pacto, ela foi desafiada por uma sacerdotisa chamada Bizuki. Apesar de dar o melhor de si, Bizuki foi possuída por Mizuki e enviada para uma hibernação. Ela foi acordada pelos poderes de Amakusa e invoca a ressurreição mortal de Ambrosia. Haohmaru e Nakoruru a impedem antes que o processo fosse completado. Com sua derrota, ambas Mizuki e Ambrosia foram selados no Makai, enquanto que Bizuki ficou livre no mundo mortal, começando a viver como a assistente de Kyoshiro Senryo,pelo qual se apaixona.
Mizuki tem um arsenal amplo de ataques para escolher. De algumas maneiras, ela é semelhante à Nicotine já que ambos podem disparar projéteis de dois ângulos (um baixo e outro alto) e também reverter os movimentos dos oponentes. Como seu predecessor, Amakusa, ela também possui a habilidade de teletransportar-se e um ataque de tapas de múltiplos hits. Ela pode também comandar um animal-demônio de estimação para atacar o oponente. Tal demônio também possui a habilidade de transformar oponentes em animais, incapacitando-os de executar seus ataques normais, por um certo tempo. Seu golpe especial é um projétil único que irá voltar para ela como um bumerangue se o oponente pular sobre ele. Ela também é rápida e possui alto nível de evasão.
Ela participa como a segunda principal antagonista em Samurai Shodown RPG e é personagem jogável em Samurai Shodown V Special e Samurai Shodown VI.

### Nicotine Caffeine
Nicotine Caffeine (花諷院 和仲, Kafūin Nikochin) é um personagem que foi introduzido na série pelo Samurai Shodown II. Semelhante a Sieger Neinhalt, ele saiu do elenco dos jogos após sua introdução e ficou limitado a simples aparições cameo em endings de outros personagens.
Ele é o sacerdote chefe do Koka-kin (um trocadilho de "cocaína"), um templo dentro das montanhas de Hida, e ex-mestre da espada que treinou ambos Haohmaru e Genjuro Kibagami. Ele já exorcizou vários demônios em seu auge da vida mas tornou-se um mero monge após ser derrotado por um "certo maléfico" (implicado ter sido Mizuki Rashojin). Ele deixa o seu templo com objetivo de salvar seu discípulo dos demônios. Ele retorna para sua casa após a derrota de Mizuki e continua a aconselhar Haohmaru para ele deixar as lutas quando ele o visita. A filha de Shiki, Mikoto, cresce no seu templo.
Ele luta com um bastão de madeira e cartas selantes mágicas. Com tais cartas, ele pode disparar projéteis de um ângulo alto e um baixo, confundindo os oponentes em qual posição eles devem defender. O personagem também possui um golpe que ele pode reverter os movimentos do jogador por um tempo. Por causa de seu pequeno tamanho, seus ataques são de curto alcance, apesar de serem bastante efetivos quando dentro de tal alcance.
Além de Samurai Shodown VI, Nicotine só participa como personagem jogável no primeiro jogo em que ele apareceu. Seu papel em Samurai Shodown RPG era um membro ocasional do grupo, incontrolável pelo jogador.

### Ocha-Maro Karakuri
Ocha-Maro Karakuri (機功おちゃ麻呂, Karakuri Ocha-Maro) é um dos personagens a terem primeira participação em Samurai Shodown VI.
Ochamaro é um fantoche de madeira que foi criado por um onmyōji durante o período Heian. Além de fazer danças Xinto para os deuses, ele também tem como tarefa ser um guerreiro contra demônios.

### Rasetsumaru
É notado em Samurai Shodown: Warriors Rage que Rasetsumaru (羅刹丸) existe, mas somente em Samurai Shodown V que ele foi tornar-se um personagem próprio. Os produtores da série comentaram sobre sua introdução, revelando de que ele era um design feito pelo ilustrador dos jogos, Shiroi Eiji, como um "Haohmaru maléfico".
Ele é um demônio que tem sede insaciável por sangue vindo do mundo de Makai, que foi aberto por Amakusa vários anos atrás. Pelo fato de ele não limpar a sua espada, ela tornou-se vermelha por causa da morte de centenas que Rasetsumaru causou. Ele toma conhecimento da existência de Haohmaru, um samurai incrivelmente forte que se parece com ele, e tenta encontrá-lo em Hinowa para matá-lo. Ele então encontra Haohmaru num templo, um ano depois, mas na verdade é uma freira disfarçada com uma ilusão dele (implicado ser Yumeji Kurokouchi por causa de sua pose e estilo de luta). Dizendo que ele seria o seu último oponente, ela(e) corta-lhe a cabeça fora.
Paralelo ao estilo de luta de Rera com Nakoruru, Rasetsumaru é a ex-forma "Bust" de Haohmaru. Ao contrário de Rera, ele é uma entidade separada e não pode ser confundido com uma parte do subconsciente de Haohmaru. Ele possui vários dos golpes de Haohmaru mas são levemente modificados e os comandos são diferentes.
Rasetsumaru faz-se personagem jogável em Samurai Shodown V, V Special e VI.

### Rimururu
Rimururu (リムルル), chamada também de "Rimnerel" em algumas traduções, é uma personagem que foi introduzida na série pelo jogo Samurai Shodown III. Ela fez a sua primeira aparição no cenário de Nakoruru em Samurai Shodown II, onde ela está em cima de um urso. O protótipo de seu design era um conceito esboçado de uma das heroínas de outro jogo da SNK, Robo Army.
Ela é a irmã mais nova de Nakoruru, e vive numa aldeia ainu em Hokkaido. Ela admira bastante a sua irmã mais velha e, como ela, esforça-se para proteger a natureza. Rimururu também já foi submetida como uma sacerdotisa religião Ainu. Em seu ending em Samurai Shodown V, é revelado para os jogadores que Nakoruru tinha a adotado como irmã quando elas eram mais novas. Apesar de ela ainda estar em treinamento e não estar adaptada à lutas como sua irmã, ela repele o mal da floresta por sua irmã. Quando sua irmã parte viagem, Rimururu frequentemente a segue com esperança de ter alguma chance de ajudá-la. Nakoruru originalmente a proíbe das tentativas de sua irmã mais nova de ser uma sacerdotisa mas repensa isto quando vê o quão Rimururu tornou-se madura. Em Samurai Shodown: Warriors Rage (PlayStation), Rimururu é uma "Solteira da Luz" como sua irmã. Ela foi presa por Oboro e não pôde acordar para ajudar sua irmã. O jogador precisa resgatar ambas as garotas. Quando elas conseguem se unir, elas selam Oboro e suas armas após sua derrota.
Com o seu espírito de gelo Konru (às vezes traduzido como "Konril"), ela tem a habilidade de congelar os seus inimigos. Seus ataques normais são semelhantes aos da sua irmã com algumas modificações na execução. Ao contrário de Nakoruru, muitos de seus golpes são de curto alcance, diminuindo a eficiência devido a esta restrição. Contudo, isto pode não ser uma total desvantagem já que a força de seus ataques compensam o alcance. Como sua irmã, ela pode refletir projéteis. Em Samurai Shodown: Warriors Rage, sua forma "Slash" integra um estilo de combate que depende de Konru, tornando-a mais defensiva que ofensiva. Sua forma "Bust", por outro lado, é mais agressivo e tem menor alcance ainda do que o normal.
Rimururu continua a participar de todos os jogos da série após sua aparição em Samurai Shodown III. Contudo, em SS:WR (Playstation, ela não é jogável. Ela também aparece com a sua irmã no jogo de simulação Days of Memories: Oedo Love Scroll. Ela também possui uma capa de álbum de CD dela.[carece de fontes?] Em Samurai Shodown V, ela é uma dos personagens favoritos dos programadores do jogo.

### Sankuro Yorozu
Sankuro Yorozu (萬 三九六, Yorozu Sankurō) é um personagem que participa da série a partir de Samurai Shodown V. Ele foi originalmente criado para ser um pessoa diabólica e este pensamento foi bem transformado pelos criadores.
Ele é um ambicioso líder de um trio de subordinados chamados Gosichi, Fuyo e Ippachi. Almejando tornar-se um nobre de Hinowa facilmente, ele contrata Genjuro Kibagami para matar Gaoh. Com a derrota de Gaoh, ele oferece a Genjuro outro trabalho que é prontamente recusado por ele. Após Sankuro ter-lhe subornado informações sobre os seus pais e oferecer-lhe o cargo de membro em sua gangue, Genjuro tenta matá-lo. Sankuro é salvo por sua gangue e, aparentemente desinteressado em matar mulheres, Genjuro exige que eles vão embora. Sankuro, apesar disto, escolhe atirar nas costas de Genjuro e começa a gabar-se de seu novo título. Genjuro dá-lhe um golpe de espada quando ele está distraído, caindo desmaiado.
Como Yumeji Kurokouchi e Rasetsumaru, Sankuro possui várias características (como poses e animações) de outros personagens. Neste caso, a metade de baixo de seu corpo e alguns de seus ataques são quase idênticos às sprites de Genjuro. Ele luta usando uma marreta gigante e tem a habilidade de chamar os membros de sua gangue para ajudá-lo. Enquanto que a gangue distrai o seu oponente, ele pode tirar um prato de comida e comê-lo, aumentado o seu nível de vida. Mais tarde ele ganha a habilidade de jogar bombas.
Sankuro participa de Samurai Shodown V como mid-chefe e torna-se um personagem jogável em Samurai Shodown VI.

### Shizumaru Hisame
Shizumaru Hisame (緋雨 閑丸, Hisame Shizumaru) é o protagonista de Samurai Shodown III que continua a participar da série desde sua primeira participação.
Ele é um jovem amnésico que acredita que seus pais e sua família inteira foi assassinada por um vil demônio. Devido ao fato de ele ser considerado como "o filho do demônio" desde sua infância, ele vive sozinho.
Durante os eventos de Samurai Shodown V, ele foi levado como um servo por um casal jovem nobre. O marido vai embora para lutar na guerra em Hinowa, deixando sua esposa, Hakana, sob proteção de Shizumaru. Grávida, Hakana deseja retornar para o seu pai (que Shizumaru não sabe que era Kusaregedo Youkai) para abrigo. Shizumaru, tendo certeza de que ela estava segura, sente-se obrigado a ajudar na guerra. Quando as batalhas acabam, ele é recompensado com uma boa porção de ouro pelos seus esforços. Ele volta para casa mas é parado por um homem que o chama de Yaiba. Apesar da negação de Shizuramu, o homem insiste em dizer que ele é Yaiba e que a "sua família" sente falta dele. Shizumaru escolhe continuar com seu mestre e vai embora. Infelizmente, seu mestre morre na guerra e Hakana é comida pelo seu pai. Devido ao trauma que ele sofreu, ele começa a rotular qualquer coisa maliciosa, seja pessoa ou atos, como um "demônio". Ele respeita Haohmaru, que o inspira e que o ensinou a filosofia da espada quando ele era mais novo. Shizumaru almeja então derrotar Zankuro Minazuki e, supostamente, vingar-se da morte de sua família. Ele e Haohmaru matam Zankuro. Após os eventos de Samurai Shodown IV, ele fica confuso e chama a si mesmo de "demônio". Contudo, ele consegue passar a aceitar tal "demônio" como uma parte de si mesmo, fazendo as pazes com seu passado esquecido.
Seu estilo de luta é uma combinação única entre seu guarda-chuva e sua espada. Quando ele primeiramente participou da série, ele usa mais o guarda-chuva, usando a espada ocasionalmente em alguns golpes. Mais tarde, por outro lado, ele usa mais técnicas com a espada, minimizando os golpes de guarda-chuva. Sua lista de golpes contém um golpe antiaéreo que assemelha-se bastante com o Kougetstuzan de Haohmaru.8
Em Samurai Shodown III, IV, V, V Special e VI, Shizumaru participa como personagem jogável. Na versão de Neo Geo CD de Samurai Shodown RPG, ele aparece como uma porção bônus do jogo, possuindo sua própria história.
De acordo com um Gamest Mook (um mook japonês criado separadamente de sua publicação principal), ele foi planejado para participar de Samurai Shodown 64 mas foi retirado do seu desenvolvimento devido a falta de tempo e contrastes no seu design.
No "1997 Gamest Hero collection", Shizumaru foi nomeado pelos produtores o 30º personagem favorito (junto com Benimaru Nikaido do jogo The King of Fighters).

### Sieger Neinhalt
Neinhalt Sieger (ナインハルト・ズィーガー, Nainharuto Zīgā) foi introduzido em Samurai Shodown II. Como Nicotine, ele ficou de fora do elenco dos jogos após sua introdução, fazendo somente algumas aparências cameo.
Ele é um guerreiro da Prússia e o líder do "Red Lion Knights" (em português: "Cavaleiros do Leão Vermelho"). Ele foi ao Japão para cuidar da ameaça de Mizuki. Em seu ending, ele salva sua pátria de demônios e casa-se com Elizabeth, a filha do rei Prussiano.
No spin-off, Samurai Shodown RPG, ele casou-se com Rainha Vitória e está protegendo a França contra qualquer ataque de demônios. Ele ajuda o seu grupo de guerreiros lutando contra Mizuki Rashojin enquanto que eles estão em Paris e no Inferno Verde. Contudo, Mizuki o aprisiona com um dos Dark Bells, um sino que aumentaria os poderes de Ambrosia e sifa espíritos maléficos. Sabendo dos perigos de tal sino, ele permite ao grupo destruí-lo, matando-o quando feito.
Seu estilo de luta consiste em técnicas únicas de braçadas e socos, que é melhor amplificado pela força de sua arma. Sua braceira, que pode ser facilmente usada para proteger seu corpo inteiro como um escudo, também possui a habilidade de atirar munições quando ele expande seu punho. Por um tempo, ele foi um dos poucos personagens na série a ser capaz de sequenciar golpes especiais diferentes num combo específico.
Sieger se faz personagem jogável em Samurai Shodown II, Samurai Shodown VI e participa do jogo Samurai Shodown RPG.

### Sogetsu Kazama
Sogetsu Kazama (風間 蒼月, Kazama Sōgetsu) é um personagem da série e um dos principais protagonistas de Samurai Shodown IV. Sua forma demoníaca, Suija, foi primeiramente introduzido como sua forma "Bust" em Samurai Shodown: Warriors Rage mas tornou-se um personagem à parte em Samurai Shodown V. Os produtores dos jogos disseram que queriam que Suija fosse um "cara perigoso que quer ser um deus".
Ele é um membro do clã ninja Kazama que tem a habilidade de manipular água e é o irmão mais velho de Kazuki Kazama. Em Samurai Shodown V', Sogetsu é ordenado pelo seu clã para derrotar um poderoso demônio de elemento de água chamado Suija. Após muita procura, ele se depara com o demônio e trava uma batalha com ele. Como o encontro de seu irmão com Enja, Suija o encontra com as intenções de possuir seu corpo. Para salvá-los, sua irmã mais nova, Hazuki, usa uma magia ninjutsu para selar ambos Suija e Enja nas armas respectivas de seus irmãos. Quando Kazuki deixa o clã para salvar Hazuki, os mais experientes do clã ordena a matá-lo. Sogetsu eventualmente encontra Kazuki no castelo de Amakusa. Lá, ele permite Kazuki resgatar Hazuki, enquanto que ele fica para lutar contra Zankuro Minazuki. Ele mata Zankuro e retorna para o seu clã, dizendo aos seus superiores que conseguiu acabar com Kazuki; na verdade, ele permite Kazuki a fingir a sua morte para que ele e Hazuki pudessem fugir. Sogetsu começa a ficar de olho neles secretamente para que ambos vivam uma vida livre. Ele continua a servir seu clã, seguindo suas ordens lealmente e encontrando com seu irmão por coincidência de tempo a tempo.
Suija (水邪) é um poderoso demônio que foi liberto em Samurai Shodown V. Ele possui o corpo de um shinobi do clã Kazama, que estava investigando energias maléficas que estavam perto do rio onde ele estava selado. Suija está determinado em pegar a magia de Jinma-Itai do Kuraki-sumeragi. Ele quer reunir-se com o seu amigo, Enja, para roubar tal magia. Paralelo com o destino de Enja com Kazuki, contudo, Suija é selado na arma de Sogetsu por Hazuki. Ao longo do tempo, seu espírito gradualmente vaza pelo selo e toma conta do corpo e mente de Sogetsu.
Sogetsu, ao contrário de Kazuki, possui vários ataques de longo alcance, sendo o mais notável deles seu ataque com a espada mais poderoso. Seu poder sobre a água o permite manter seus oponentes a distância de ambos no ar e no nível do solo já que ele pode criar gêiseres e disparar bolhas para frustrar qualquer tentativa do oponente de chegar mais perto. Na sua forma "Bust", mais tarde adotado por Suija como estilo de luta, ele torna-se um lutador de ataques de curto a médio alcance, capaz de proteger-se de ataques durante pulos e de criar gêiseres perto dele. Em Warriors Rage, seu ninjato é trocado por um tachi maior. Suija luta com as mãos limpas e usa mais de chutes para ataques normais.
No "1997 Gamest Hero collection", Sogetsu foi nomeado pelos produtores o 21º personagem favorito.
Sogetsu é personagem jogável em Samurai Shodown IV, V, V Special, VI, 64, Samurai Shodown! 2 e Samurai Shodown: Edge of Destiny. Ele faz uma aparição na versão de Neo Geo CD de Samurai Shodown RPG. Suija participa como um personagem próprio em Samurai Shodown V, V Special e VI.

### Sugoroku Matsuribayashi
Sugoroku Matsuribayashi (祭囃子 双六, Matsuribayashi Sugoroku) é um personagem que participa somente de Samurai Shodown VI. O design e personalidade de seu personagem são baseados no Festival Pelado que ocorre no Japão. Ele é mais um personagem cômico da série.
Ele usa um canhão de fogos de artifício como arma e pode invocar uma parada inteira em cima do oponente.

### Tam Tam
Tam Tam (タムタム, Tamu Tamu) é um personagem da série que foi introduzido em Samurai Shodown. Ele saiu do elenco da série após sua primeira participação nela mas, como Jubei Yagyu e Charlotte, ele retorna em Samurai Shodown IV.
Ele é o maior guerreiro e herói de sua aldeia, Green Hell. Sabendo dos anciões da aldeia que seu artefato sagrado tinha sumido, ele toma a responsabilidade de trazer de volta o tesouro roubado, a misteriosa joia chamada "Pedra Palenke" (mais tarde chamado de Palenque). Ele consegue pegá-la de volta e traz de volta a paz à sua aldeia. Ele também protege a aldeia dos males de Amakusa uma segunda vez, mas falha em prever o roubo do segundo artefato da aldeia, a "Pedra Tanjil". Como castigo divino, ele é transformado em um chimpanzé, Paku Paku. Nesta forma, ele ajuda a sua irmã mais nova, Cham Cham, a recuperar ambas as pedras para a aldeia.
O Tam Tam em Samurai Shodown V é um guerreiro diferente, o shamã da aldeia, usando a lendária máscara do Tam Tam original. Após a derrota do original, parte viagem para salvá-lo. Em seu ending, o segundo Tam Tam coloca a máscara de volta no Tam Tam original. No mommento que a máscara é colocada de volta, Tam Tam original volta a vida.
Tam Tam faz-se personagem jogável em Samurai Shodown, IV, V, V Special e VI. Ele também faz uma pequena aparição em Samurai Shodown RPG como humano, permanecendo até o resto do jogo como Paku Paku ao lado de Cham Cham.

### Ukyo Tachibana
Ukyo Tachibana (橘 右京, Tachibana Ukyō) é um mestre da espada que tem como único objetivo para sua vida ganhar do samurai Haohmaru e poder ficar com a mulher da sua vida: Oshizu.
É um personagem que foi introduzido na série no primeiro jogo dela e que continua a participar da maioria dos títulos posteriores. Ele é originalmente baseado num espadachim famoso, Sasaki Kojirō, que foi um dos mais famosos rivais de Musashi. Paralelo às suas bases históricas, Ukyo foi o rival de Haohmaru no primeiro jogo mas a ideia foi descartada com a introdução de Genjyuro em Samurai Shodown II.
Ukyo é um espadachim expert em iaijutsu com um corpo que sofre de tuberculose. Apesar de várias mulheres perseguí-lo por suas afeições, ele gosta somente de uma, Kei Odagiri. Ele evita aprofundar seus sentimentos por ela (devido à sua longevidade e à nobreza dela) mas continua a lutar por ela como um sinal de amor pela mesma. Em Samurai Shodown II, ele ouve notícias de que a suprema flor estava em Makai e decide presenteá-lo a Kei em gratidão. Ele continua a lutar por Kei ao longo da série até que ela se casa com outro homem. Começando em Samurai Shodown: Warriors Rage, Ukyo começa a gostar de outra mulher chamada Saki que também sofre da mesma doença que ele. Em seu ending, ele encontra uma cura para a doença de ambos mas escolhe dá-la para Saki ao invés de usá-lo nele. Ele morre um pouco depois disto.
Ukyo é relativamente mais defensivo, usando de seus ataques rápidos com a espada para punir os erros de seus oponentes. Apesar de sua sprite ser de tamanho médio, Ukyo pula lentamente — quase tão devagar quanto Earthquake e Tam Tam — e pode tornar-se um alvo fácil e aberto quando mal usado pelo jogador. Um de seus golpes, Tsubame Gaeshi, é uma referência direta à sua inspiração história. Jogadores podem usar deste golpe enquanto estão no ar para contra-atacar golpes aéreos e alguns no chão. Ele foi considerado como desbalanceadamente poderoso em Samurai Shodown II, mas seu dano foi diminuído desde o terceiro jogo da série principal. Ele é a incorporação de um cavalheiro japonês de 1700. Como uma mostra arcaica de romanticismo, ele frequentemente compõe haiku para melhor descrever seus pensamentos durante e depois suas lutas para evitar que pareça mal educado. Sua poesia, contudo, é frequentemente omitido na maioria das versões para inglês dos jogos, salvo seu ending em Samurai Shodown IV e nos jogos da série 3D.
Ukyo faz-se personagem jogável em todos os jogos da série, exceto Samurai Shodown: Warriors Rage (Playstation). Ele também faz uma participação no jogo de simulação Days of Memories: Oedo Love Scrol. No "1997 Gamest Hero collection", Ukyo foi nomeado pelos produtores o 29º personagem favorito. Ele também foi um personagem altamente pedido pelos fãs para participar de Neo Geo Battle Coliseum mas os produtores do jogo, contudo, decidiram não colocá-lo já que Haohmaru já tinha o seu rival, Genjuro, presente no jogo e não teria necessidade de Ukyo nele.

### Yoshitora Tokugawa
Yoshitora Tokugawa (徳川 慶寅, Tokugawa Yoshitora) é o protagonista de Samurai Shodown V. Como novo protagonista, os criadores queriam que ele fosse diferente de Haohmaru. Ao invés de um "samurai que viaja por aí livre como o vento" eles queriam que ele fosse um "gênio militar de elite" com uma espada. O designer do personagem, Nobuhiro Watsuki, veio com a ideia da aparência das espadas de Yoshitora depois de ter visto a semelhante capa de DVD de um filme baseado na época Sengoku. Baseado no ano em que o jogo ocorre, sua origem é parcialmente baseada numa figura histórica, Tokugawa Ienari, o quinto shogun do clã Tokugawa que comandou uma era decadente semelhante aos Vinte Anos Loucos.
Ele é o único herdeiro ao shogun que estava reinando e ex-estudante de Gaoh Kyougoku Hinowanokami e Jubei Yagyu. Mais interessado em mulheres e festas do que em política, ele foge de casa, recusando ser o próximo shogun. Gaoh, acreditando que o Japão só iria prosperar se Yoshitora tomasse o trono, começa uma rebelião com esperanças de trazer seu aluno de volta. Em seu ending, ele questiona os motivos de seu ex-mestre. Gaoh explica que o shogun que tinha reinado antes que Yoshitora não se importava com o povo e continuar sob seu comando só traria mais fome e profanação para o povo. Ele então pede que seu aluno torne-se o shogun. Percebendo a responsabilidade de seu papel pela primeira vez, Yoshitora finalmente aceita o pedido de seu ex-mestre. Como shogun, ele então desafia Haohmaru para um duelo, perguntando se ele deseja juntar-se a si para ajudá-lo a construir uma nova pátria. Haohmaru responde que se ele perder, ele junta-se a ele. Eles lutam mas o resultado do duelo é incerto.
Ele possui sete espadas; seis têm nomes de mulheres e uma tem o seu nome. Cada espada tem sua única habilidade, que ele pode usar para confudir e encurralar oponentes. Como sua inspiração história, Yoshitora é um playboy. Em uma de suas poses de vitória, ele é seguido de uma multidão de mulheres jovens.
Ele participa como personagem jogável em Samurai Shodown V, V Special e VI.

### Yumeji Kurokochi
Nota: Já que o sexo de Yumeji não é definido na série, nesta seção foi dirigido a ela como se fosse do sexo feminino, somente para melhor e fácil construção do mesmo.
Yumeji Kurokouchi (黒河内 夢路) é a sub-chefe de Samurai Shodown V. Yumeji é única ao elenco devido ao fato de não possuir o seu sexo definido; o desenvolvedor do jogo, Yuki Enterprise, levaram os jogadores a "acreditar no que você pensa que Yumeji é". Para adicionar mais confusão, Yumeji fala de uma maneira neutra no quesito de gênero em Japonês, em ambos sua história oficial e textos no jogo, e o seiyuu de Yumeji tem um histórico de ter dublado para ambos os gêneros. Devido à esta liberdade de definição, os jogadores ainda discutem sobre o seu sexo até hoje. O designer da personagem para o jogo a apelidou afectivamente de "Souji" - uma referência ao capitão de Shinsengumi, Okita Soji.
Yumeji é a única sucessora de SAkon Kurokouchi, um sensei do iaijutsu e a prévia mentora de Ukyo. Contudo, por uma razão duvidosa quanto problemas ao seu corpo, Yumeji foi banida do dojô e casa de seu pai. Yumeji segue Gaoh e jura servir a ele como seu "braço direito". No fim, Yumeji é derrotada por Ukyo e, para salvar o nome de sua família da desgraça, implora a ele que tire sua vida. Ukyo, apesar disto, só corta o seu rabo-de-cavalo e a ordena para ir para casa. Ao invés disto, Yumeji torna-se uma freira. Um ano após a derrota de Gaoh, ela engana e corta a cabeça de Rasetsumaru. Seu pai e o resto de seus discípulos foram mais tarde assassinados por Zankuro.
Já que Yumeji compartilha o mesmo estilo de luta de Ukyo, ela possui várias poses de luta e animações dele. A maior diferença entre eles, contudo, é a habilidade dela de transformar-se em aspirações de outros personagens para executar o seu golpe mais conhecido (por exemplo, Haohmaru com o seu Kougetsuzan, Hattori Hanzo com o Mos Otoshi e Nakoruru com o Ainu Mutsube).

### Yunfei Liu
Yunfei Liu (Chinês: 劉 雲飛; Pinyin: Liú Yúnfēi; Japonês: 劉 雲飛 Ryū Yunfei), também conhecido por simplesmente Yunfei, é um personagem introduzido em Samurai Shodown V. Nos comentários para os fãs, os autores disseram que foi um pedido do diretor para fazer mais um personagem que não fosse do Japão. Durante o processor de desenvolvimento de Yunfei, eles estavam com medo de fazê-lo muito parecido com o ator chinês, Chow Yun-Fat. Já que eles já estavam fazendo uma "nova jovem garota" (Mina), Yunfei foi eventualmente modelado para ser um "velho legal".
Ele viveu em alguma época em 800 A.D. com a sua esposa. Desejando ganhar mais poder, ele fez um trato com um ser que chamava a se mesmo "O Imperador das Trevas" e aparentemente torna-se imortal devido a uma entidade do mal. Contudo, ele foi à loucura e raiva incontrolável, até que ele foi selado entre rochas pelos seus estudantes, Enja e Suija. Um milênio depois, ele é libertado pelo fato da entidade deixar seu corpo para possuir outra pessoa. Querendo corrigir seus erros, ele vai atrás da fonte da entidade com a intenção de exorcizá-la. Em seu ending, a entidade é encontrada em Gaoh e ela começa a possuir por completo o seu hospedeiro. Para ajudar Gaoh, Yunfei toma possessão do corpo do monstro e consegue esforçadamente libertar Gaoh e matar o demônio. Ele é morto e se encontra com a sua esposa (presumidamente no céu).
Yunfei tem boa parte de seu comportamento baseado em traços comuns de wuxias. Paralelo a outros wuxias que pegam emprestado alguns elementos de artes marciais da vida real, seu estilo de luta é uma áspera derivação da arte marcial Wing Chun. Ele também possui a habilidade para voar, o que é melhor exemplificado no filme Crouching Tiger, Hidden Dragon.
Yunfei participa de V, V Special e VI como personagem selecionável pelo jogador.

### Wan-fu
Wan-fu (Chinês: 王虎; Pinyin: Wánghǔ; Cantonese Yale: Wong4 Fu2; Japonês: 王虎 Wanfū) é um personagem que foi introduzido em Samurai Shodown. Ele foi removido do elenco da série após Samurai Shodown II mas volta a participar da mesma no Samurai Shodown: Edge of Destiny. Ele é um dos poucos personagens da série a possuir um ending que possui uma piada que quebra a quarta parede. Comicamente, ele admite ao jogador que "não existe nenhum ending para a [sua] história".
Ele vem de uma poderosa família que reside na China e age como um general na Dinastia de Qing. Com as suas grandes habilidades de batalha e poderoso armamento, Wan-fu tem como objetivo unificar toda a China. Sabendo das notícias dos "poderoso guerreiros" agindo pelo Japão, ele parte viagem com esperança de recrutá-los. Após a derrota de Amakusa, ele falha na sua missão de encontrar qualquer um dos "poderosos guerreiros". Um profeta lhe aparece quando ele está furioso e o informa da existência da "Semente da Destruição", que, em troca da alma de alguém, pode permitir que seu dono domine o mundo. Determinado para encontrá-la a qualquer custo, já que a sua esperança de unificar a China inteira já não era mais um sonho, ele deixa a sua terra natal novamente para obtê-lo. O paradeiro de Wan-fu depois de Samurai Shodown II é desconhecido.
Ele aparece ainda recrutando guerreiros para o seu exército em Samurai Shodown RPG. No segundo capítulo, ele protege Beijing junto com o seu irmão, Wan-Ron. Juntos, eles são bons guerreiros e são amados pelo povo na capital. Contudo, os demônios se infiltram na terra natal deles e fazem lavagem cerebral em ambos os irmãos para serem seus escravos. A ausência de seus protetores leva a cidade à fome, e cidadãos protestantes são aprisionados para serem comidos por demônios. Com a ajuda da equipe, Wan-fu se liberta do controle da mente dele e salva o seu irmão e o povo.
Uma característica peculiar de Wan-fu é o fato de ele sempre trocar de arma a cada participação nos jogos. Quando ele primeiramente aparece na série, em Samurai Shodown, ele luta com uma dao (facão chinês), o que mais tarde torna-se sua arma novamente em Samurai Shodown: Edge of Destiny. Sua próxima participação, em Samurai Shodown II, ele usa de um pilar de pedra que foi aparentemente arrancada de um templo. Finalmente, sua arma já é outra em Samurai Shodown VI, uma maça de metal chamada chúi.
Wan-fu participa como personagem jogável em Samurai Shodown, II, VI e Samurai Shodown: Edge of Destiny, além de também em Samurai Shodown RPG, onde seu papel é como um membro de equipe de pequena importância que é controlado pelo jogo.

### Zankuro Minazuki
Zankuro Minazuki (壬無月 斬紅郎, Minazuki Zankurō) é o chefe do jogo Samurai Shodown III e continua a participar da série com o mesmo papel.
Ele é um guerreiro temido que uma vez viajou de vila a vila, decepando pessoas com nenhum arrependimento ou indecisão. Durante esta época, ele ganhou o título "o demônio" devido à sua tenebrosa habilidade e força com a espada. Um dia, ele depara-se com uma garota que o incapacitava de matá-la, percebendo o pecado que foram seus atos. Ele aposenta-se do massacre e começa a somente usar a sua espada para derrotar oponentes que lhe valiam em duelos. Eventualmente, ele é derrotado por Shizumaru e Haohmaru, tendo, mais tarde, o seu corpo cremado e selado por Gaira.
Zankuro usa de uma zanbato com extrema habilidade, usando de ambos velocidade e força. Em sua primeira participação como chefe de jogo, ele podia derrotar facilmente o seu inimigo em somente três espadadas. Em Samurai Shodown IV, sua espadada mais forte pode tirar a metade de vida da barra de seu adversário.
De acordo com o Gamest Mook, ele foi um possível candidato a personagem no jogo Samurai Shodown 64, mas teve de ser excluído devido limitações de tempo.
Na versão de PSX de Samurai Shodown IV, Samurai Shodown V Special e Samurai Shodown VI, Zankuro participa como personagem jogável.

## Recepção na mídia e legado
Os personagens introduzidos nos dois primeiros jogos da série receberam, em geral, matérias positivas dos críticos. Uma boa quantidade de profissionais na indústria dos games são fãs do elenco balanceado dos jogos, como por exemplo Denis Dyack de Silicon Knights. Vários mangakas profissionais também são fãs dos personagens da série e já criou algum doujinshi para a série, como o criador de Trigun, Yasuhiro Nightow e o designer de personagens e ilustrador de Toshiden, Tsukasa Kotobuki. Outros fãs conhecidos, como Aoi Nanase e Nobuhiro Watsuki, são eventualmente contratados para criar designs de novos personagens para futuras introduções na série.
Referências a certos personagens também continuaram a aparecer como easter eggs em MMOGs, como por exemplo em World of Warcraft[carece de fontes?] e Guild Wars: Eye of the North.